# CH-37摩哈維直升機
CH-37摩哈維人直升機（英語：Mojave)是一款美國塞考斯基飛機公司研發的重型運輸直升機，其命名保持美軍以美洲原住民命名的傳統，源於摩哈維人。

## 發展
1950年代初期，美國海軍陸戰隊向塞考斯基飛機公司訂購用於突擊的運輸直升機訂單。原型機於1953年首飛，並於1956年開始交付。美國陸軍則於1954年下訂單，並於1956年開始交付。所有的訂單在1960年代交付完畢，並且1960年代交付的接升級為CH-37B。
CH-37是當時世界上最大的直升機，其運載量也相當驚人，約與C-47運輸機差不多。其機艙足以容納3輛M422或26名士兵或1門105砲。其特徵為能正面開啟的艙門及兩具外掛引擎。由於其採用普惠R-2800雙黃蜂引擎活塞引擎，動力較渦軸發動機小且重量更重，因此其壽命相當短，在越南執行戰場回收任務後，就此退役，並被CH-53(海軍)及CH-54(陸軍)所取代。

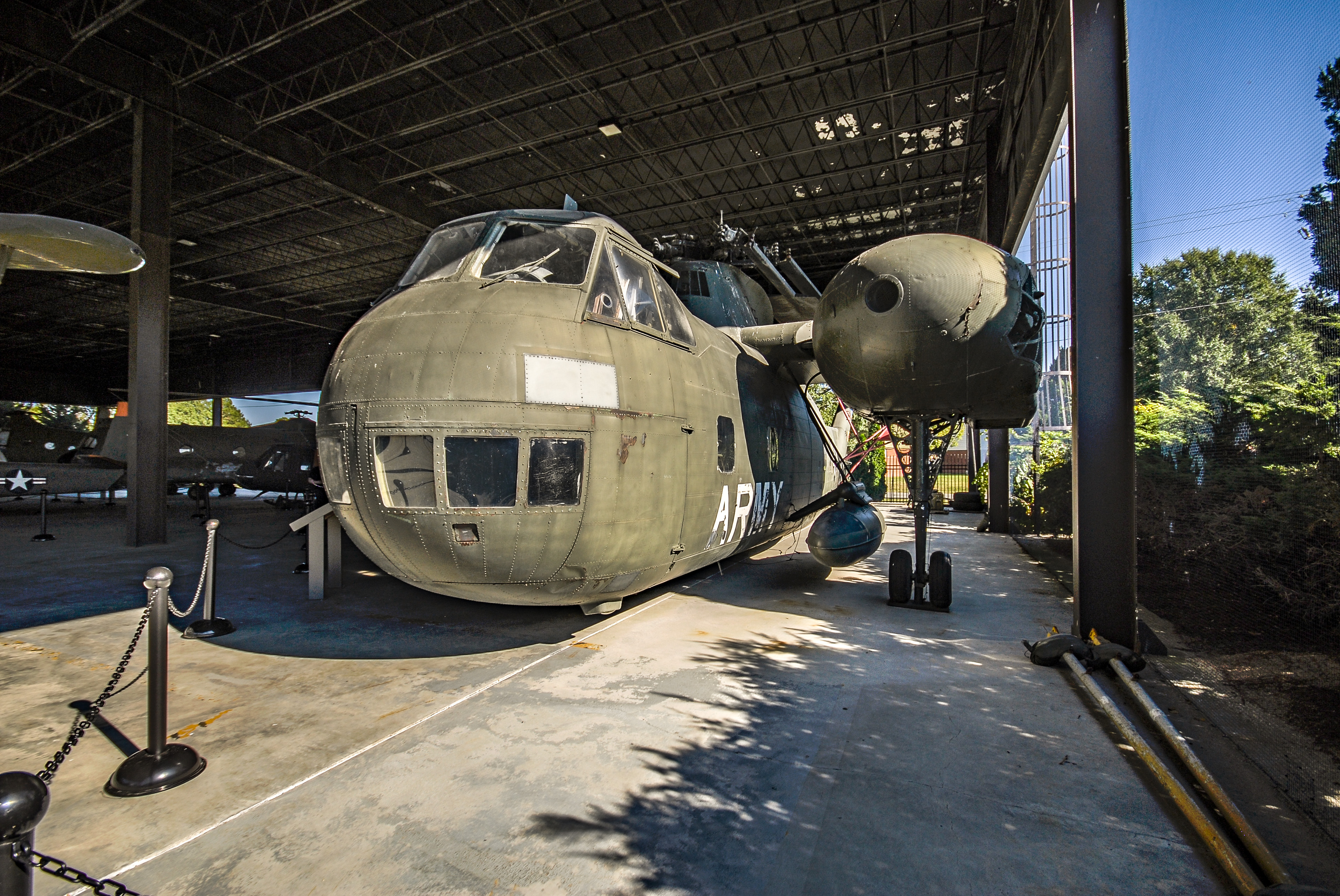
展示在美國陸軍運輸博物館的CH-37

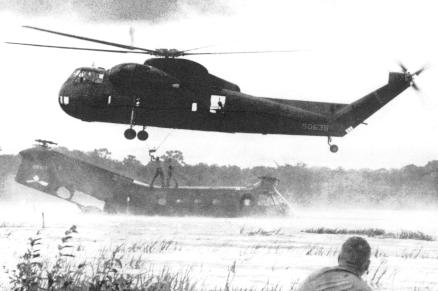
正在起飛的吊掛CH-21的CH-37

## 型號

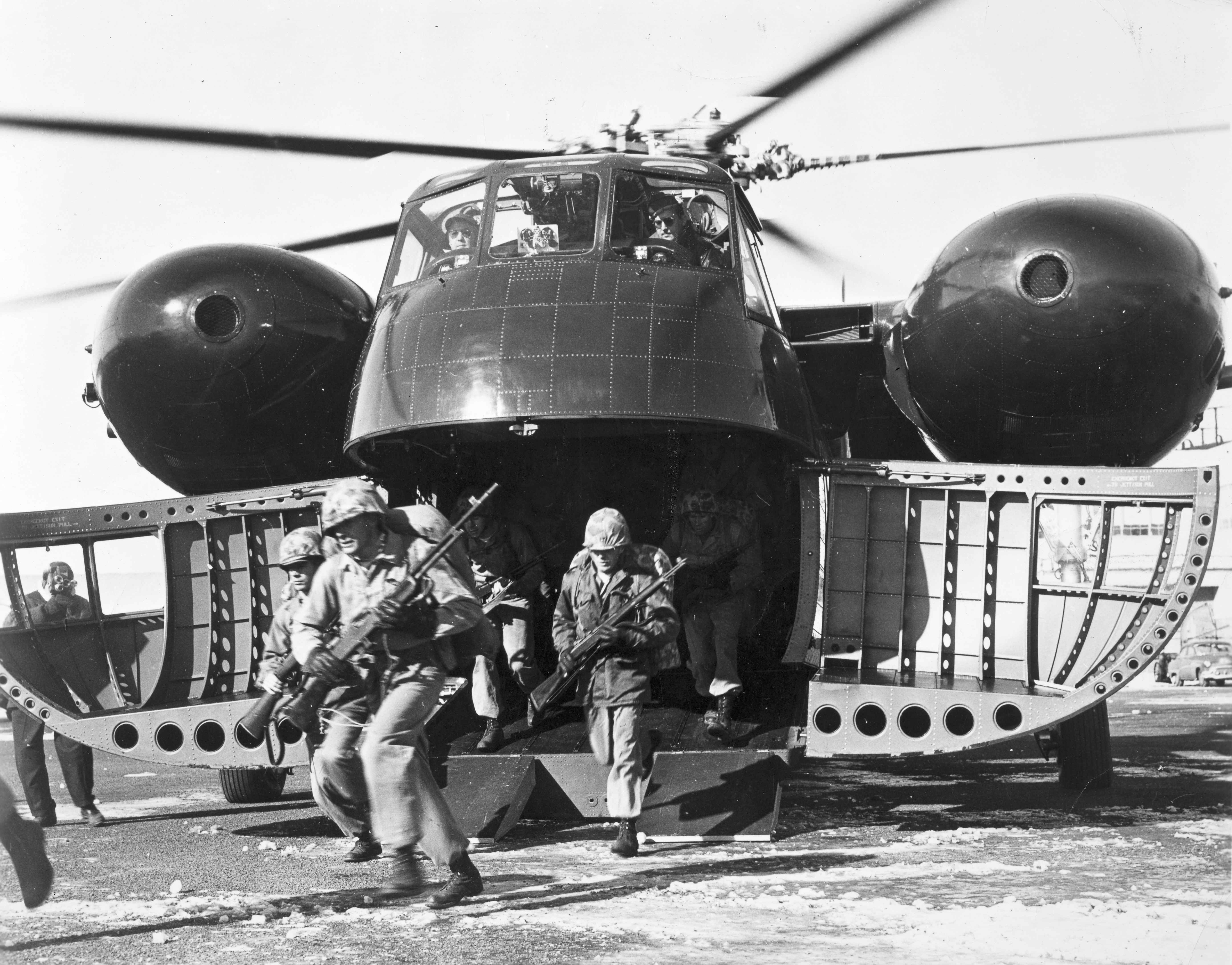
美國海軍陸戰隊的XHR2S-1

- XHR2S-1
提供給美國海軍陸戰隊的原型機，共四台。美國海軍陸戰隊的XHR2S-1
- HR2S-1
美國海軍陸戰隊的生產型，1962 年重新命名為CH-37C，製造了55架（取消了另外36架的訂單）。
- HR2S-1W，
為美國海軍建造的兩架機載預警機
- YH-37
美國陸軍傭來評估的原型機(HR2S-1)。
- CH-37A Mojave
美國陸軍的版本，1962年重新命名為CH-37A，共94架。
- H-37B Mojave
除了四架H-37A外，所有的CH-37A都裝備重新設計的貨艙門、自動穩定設備和防撞燃料電池。後來重新命名為CH-37B。
- S-56
賽科斯基飛機公司的生產代號。

### 相關機型
- S-60
發展自CH-37的原型機，最終演變成S-64。
- 威士特蘭威斯敏斯特直升機
因為無法取得的生產代理，威士特蘭自行改裝並研發的原型機，最終計畫取消，機身遭拆毀，能再使用的零件運回美國，其餘的則回收。